# Lachlan
Lachlan (anglicky Lachlan River) je řeka na jihovýchodě Austrálie ve státě Nový Jižní Wales. Je dlouhá 1 500 km. Povodí má rozlohu 85 000 km².

## Průběh toku
Pramení na západních svazích Great Dividing Range severně od Canberry. Na horním toku protéká hlubokou dolinou a vyskytují se na ní peřeje. Na dolním toku teče přes rovinu. Ústí zprava do řeky Murrumbidgee (povodí řeky Murray).

## Vodní režim
Průměrný roční průtok vody činí 42 m³/s. Přestože je řeka regulovaná systémem přehradních nádrží, dochází ke katastrofálním povodním.

## Využití
Využívá se pro zavlažování. V období dešťů je možná vodní doprava na dolním toku.